# Château de Castrevieille
Le château de Castrevieille est un château situé sur la commune de Jaujac dans le département de l'Ardèche.

## Architecture
Caractéristique des bastides du Sud de la France, l'édifice est un quadrilatère de 32 mètres sur 15. Il est flanqué à l'ouest de deux tours rondes ; celle du sud-ouest, plus chétive, est bâtie en pierres de rivière jusqu’aux deux tiers, puis en pierres volcaniques noires. La tour carrée, à l'est est de structure militaire du XIVe siècle.